# Вербівка (Балаклійська міська громада)
Вербі́вка — село в Україні, у Балаклійській міській громаді Ізюмського району Харківської області. Населення становить 3515 осіб. Де-факто частина міста Балаклія.

## Історія
Село постраждало внаслідок геноциду українського народу, проведеного урядом СССР у 1932—1933 роках, кількість встановлених жертв у Вербівці, Глазунівці та Лагерях — 219 людей.
12 червня 2020 року, відповідно до Розпорядження Кабінету Міністрів України  № 725-р «Про визначення адміністративних центрів та затвердження територій територіальних громад Харківської області», увійшло до складу Балаклійської міської територіальної громади.
19 липня 2020 року, в результаті адміністративно-територіальної реформи та ліквідації Балаклійського району, село увійшло до складу новоутвореного Ізюмського району.
У селі діє загальноосвітня школа.
На місцевому стадіоні домашні матчі проводить футбольна команда «Колос», яка виступає в чемпіонаті Ізюмського району.

## Населення

### Мова
Розподіл населення за рідною мовою за даними перепису 2001 року:
| Мова            | Кількість | Відсоток |
| --------------- | --------- | -------- |
| українська      | 3211      | 91.35%   |
| російська       | 299       | 8.51%    |
| румунська       | 1         | 0.03%    |
| інші/не вказали | 4         | 0.11%    |
| Усього          | 3515      | 100%     |

## Географія
Село впритул примикає до р. Балаклійка. Територією протікають річки Середня Балаклійка і Крайня Балаклійка. Примикає до міста Балаклія.
У селі є залізнична станція Вербівка.

## Відомі люди
- Мартинов Юрій Федорович (1947—1980) — радянський військовик. Нагороджений орденом Червоної зірки. Похований у селі Вербівка.
- Перерва Анатолій Антонович — український поет, журналіст, народився в 1949 р. в селі Вербівка.
- Мороз Вадим Сергійович (1995—2022) — військовий льотчик, капітан, загинув на Миколаївщині 3 березня 2022 року під час російсько-української війни. Похований на місці загибелі, в селі Новоолександрівка.